# Giardini Menara

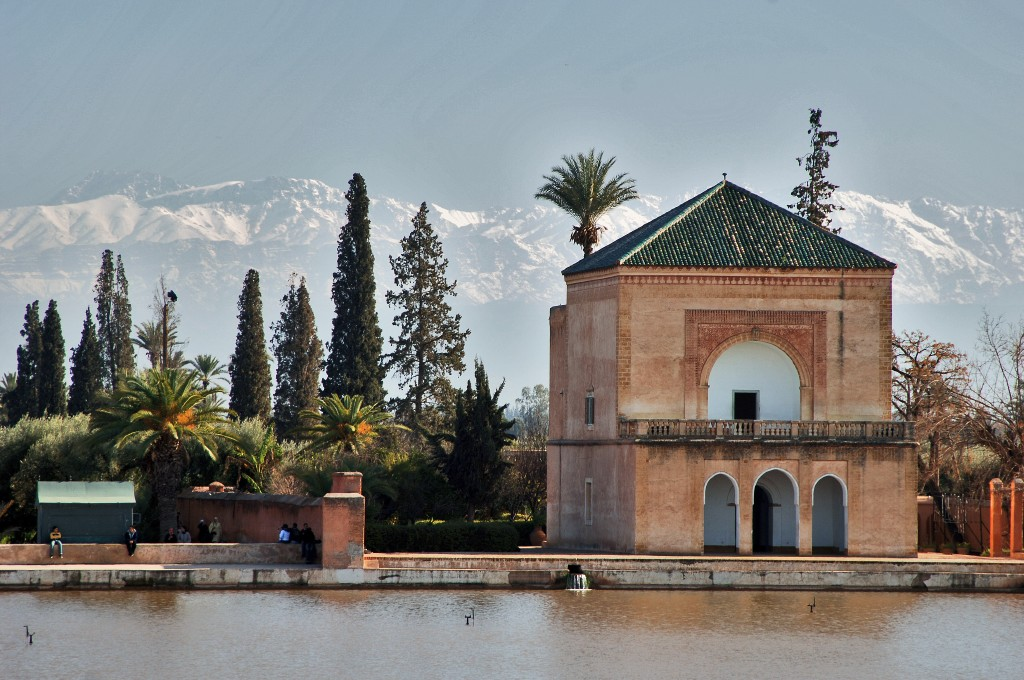
Il padiglione edificato dalla dinastia Sa'diana nel XVI secolo, dietro il quale si può ammirare il paesaggio delle montagne dell'Atlante.

I giardini Menara sono un insieme di giardini situati a Marrakech, in Marocco, poco distanti dalla piazza Jamaa el Fna. La costruzione del complesso è iniziata durante il regno del califfo almohade 'Abd al-Mu'min, nel XII secolo. Nel centro del complesso vi è una grande piscina, ai piedi di un padiglione costruito nel XVI secolo dalla dinastia Sa'diana. Si tratta di un luogo molto tranquillo, amato dai turisti, lontano dal trambusto della città.
Insieme alla medina (città vecchia) di Marrakech e ai giardini Agdal, i giardini Menara sono stati dichiarati dall'UNESCO come patrimonio mondiale dell'umanità nel 1985.

## Irrigazione
Il padiglione e il bacino (un lago artificiale) sono circondati da frutteti e oliveti. Lo scopo primario del bacino era quello di irrigare i giardini circostanti e i frutteti con un sofisticato sistema di canali sotterranei chiamati qanat, che portano l'acqua direttamente dalle montagne dell'Atlante, situate a circa 30 km da Marrakech.

## Galleria d'immagini

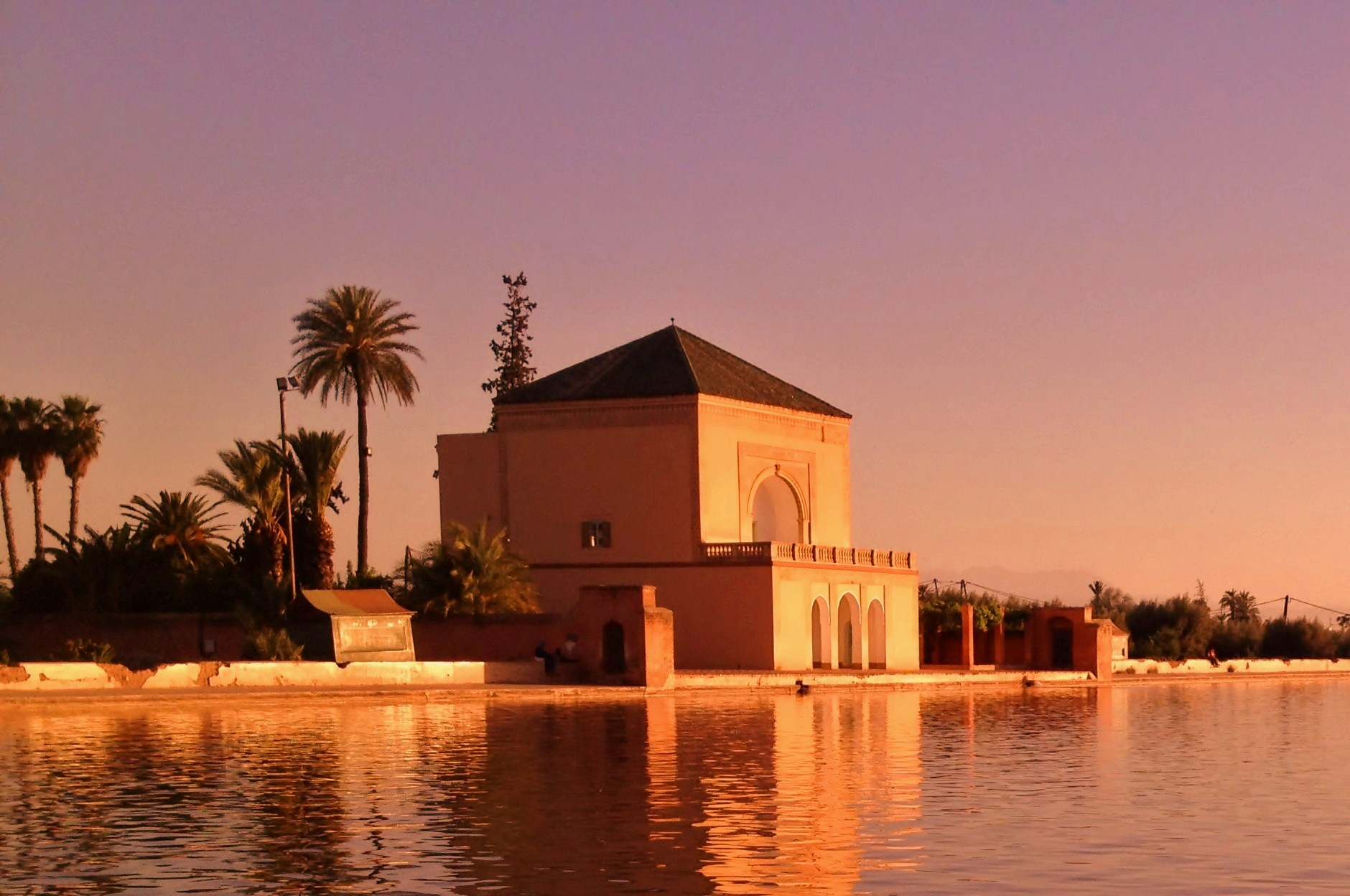
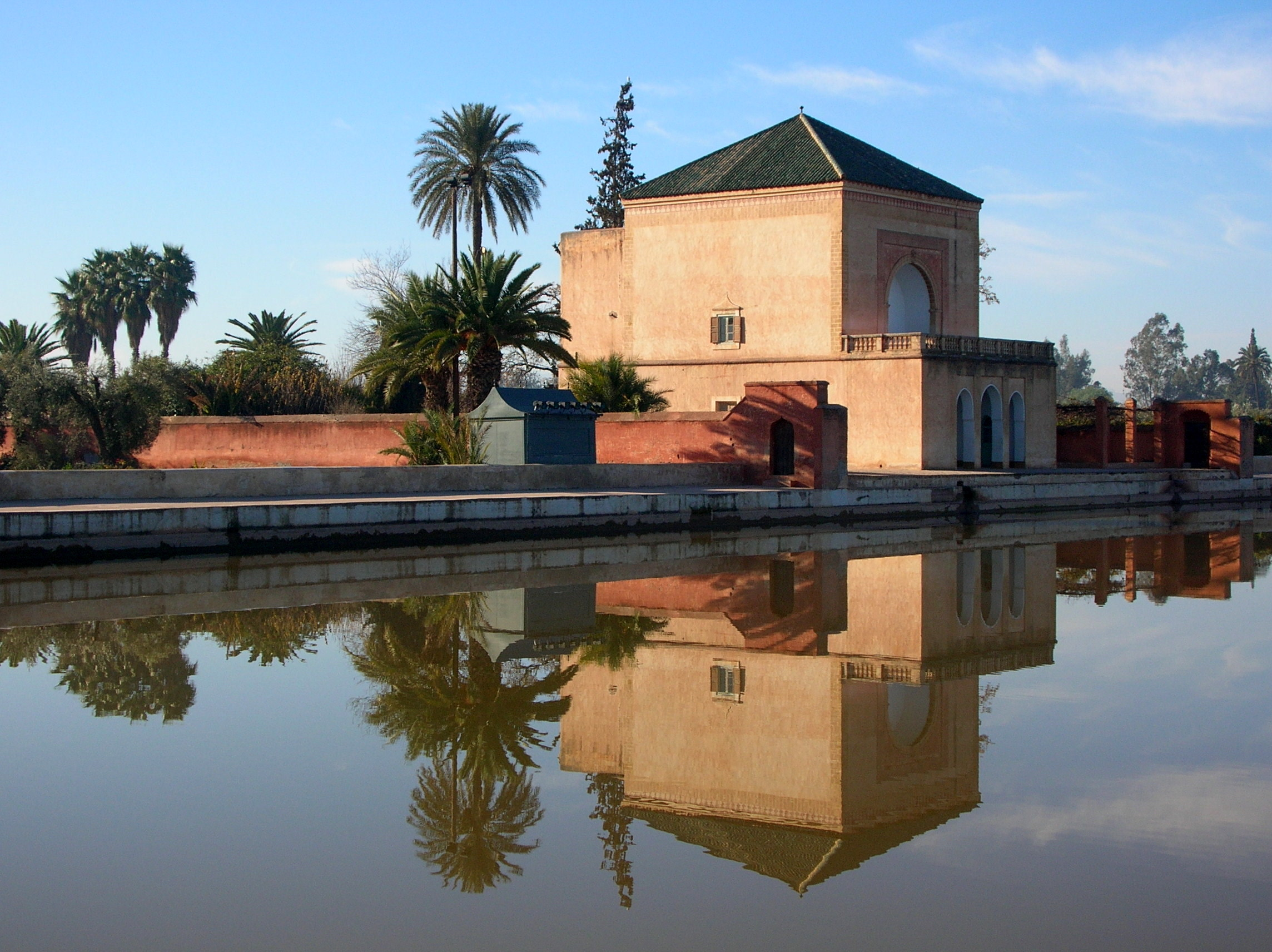
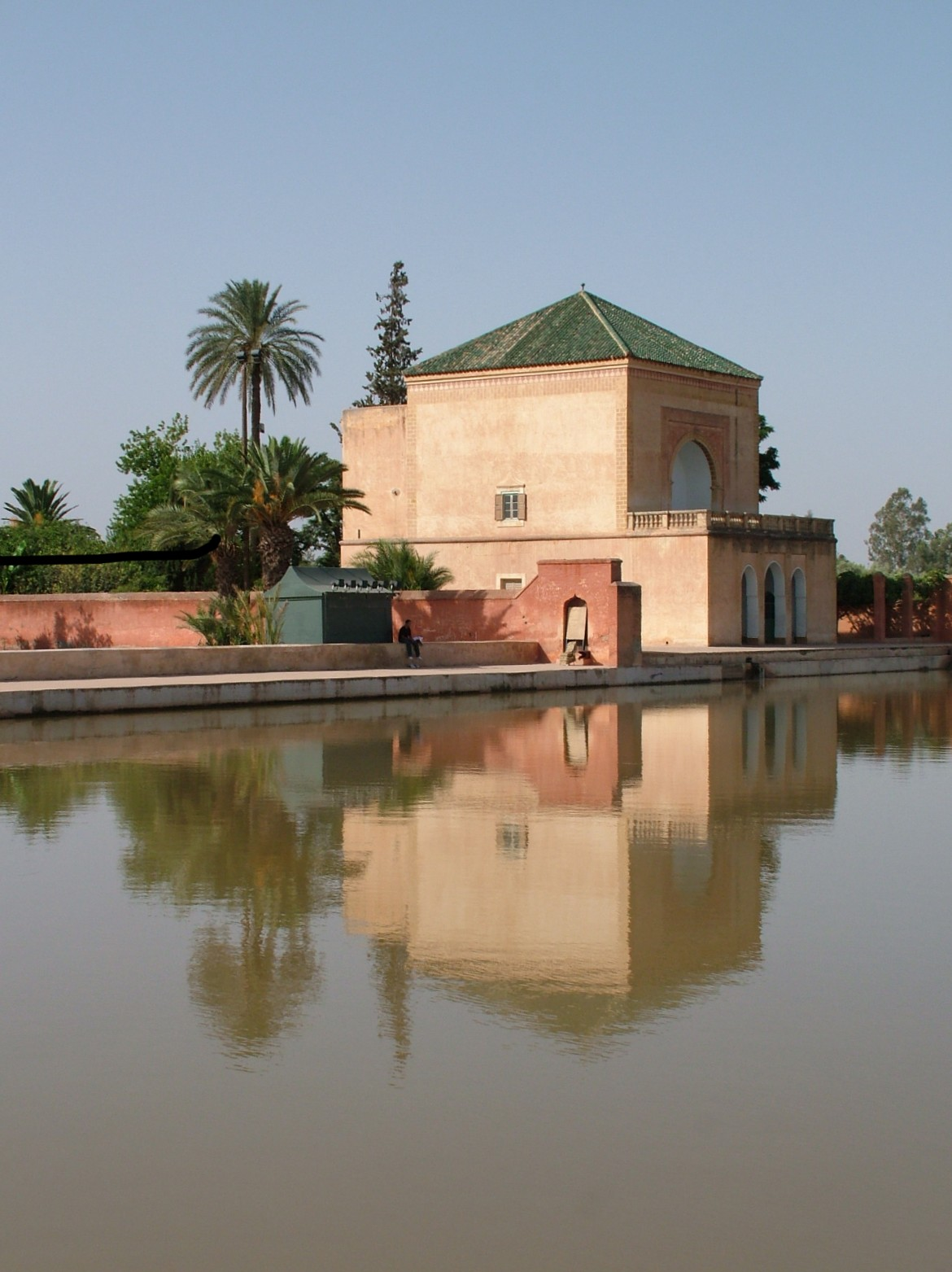
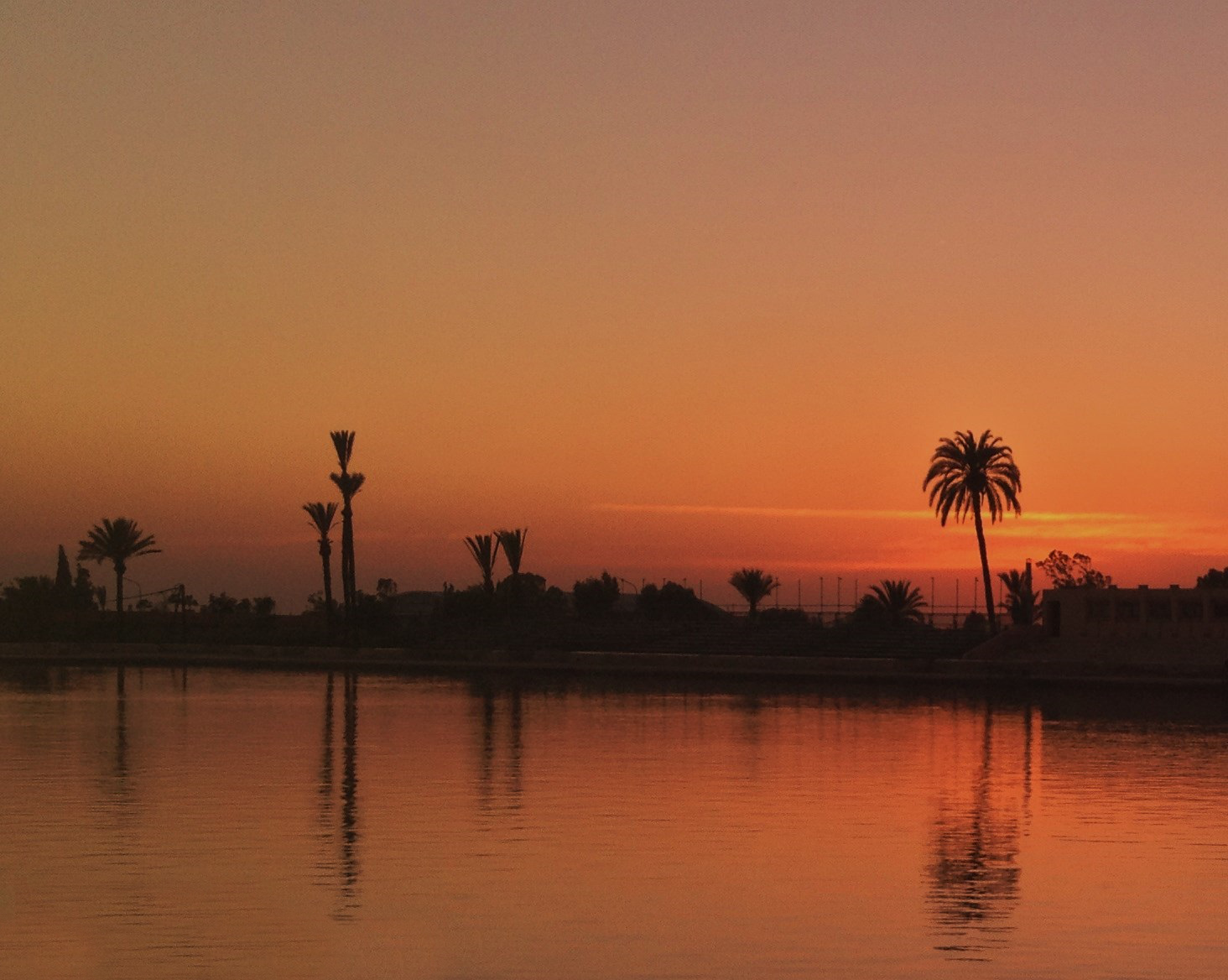